# Forma sesquilineare
In matematica e fisica, una forma sesquilineare sopra uno spazio vettoriale complesso è una funzione che associa ad ogni coppia di vettori dello spazio un numero complesso e che è antilineare in un argomento e lineare nell'altro. In particolare, la convenzione utilizzata solitamente in matematica è che sia lineare nel primo argomento e antilineare nel secondo, mentre in fisica accade il contrario (lineare nel secondo argomento, antilineare nel primo), in accordo con la notazione bra-ket introdotta da Paul Dirac nel formalismo della meccanica quantistica.
Poiché un'applicazione antilineare è talora detta semilineare, il nome sesquilineare trae origine dal prefisso latino sesqui- che significa "uno e mezzo", in sintonia con il termine forma bilineare, funzione con due argomenti che è lineare in entrambi. Inoltre, vari autori che studiano implicitamente soltanto spazi vettoriali complessi usano per brevità il termine "bilineare" al posto di "sesquilineare".
Una forma sesquilineare simmetrica è detta forma hermitiana, ed è analoga a una forma bilineare simmetrica nel caso reale. Una forma hermitiana definita positiva è inoltre detta prodotto interno o prodotto hermitiano. Se si considera il campo reale tale prodotto è il prodotto scalare.

## Definizione
Sia {\displaystyle V} uno spazio vettoriale complesso. Una forma sesquilineare sul campo {\displaystyle \mathbb {C} } è una mappa:
{\displaystyle \phi :V\times V\to \mathbb {C} }
che associa ad ogni coppia di elementi {\displaystyle \mathbf {v} } e {\displaystyle \mathbf {w} \in V} lo scalare {\displaystyle \phi (\mathbf {v} ,\mathbf {w} )\in \mathbb {C} }.
Si tratta di un'applicazione lineare su una componente ed antilineare sull'altra, cioè:
- {\displaystyle \phi (\mathbf {x} +\mathbf {y} ,\mathbf {z} +\mathbf {w} )=\phi (\mathbf {x} ,\mathbf {z} )+\phi (\mathbf {x} ,\mathbf {w} )+\phi (\mathbf {y} ,\mathbf {z} )+\phi (\mathbf {y} ,\mathbf {w} )}
- {\displaystyle \phi (a\mathbf {x} ,\mathbf {y} )=a\phi (\mathbf {x} ,\mathbf {y} )}
- {\displaystyle \phi (\mathbf {x} ,a\mathbf {y} )={\bar {a}}\phi (\mathbf {x} ,\mathbf {y} )}

con {\displaystyle a\in \mathbb {C} } e {\displaystyle \mathbf {x} ,\mathbf {y} ,\mathbf {z} ,\mathbf {w} \in \mathbb {V} }.
In altre parole, per ogni {\displaystyle \mathbf {z} } in {\displaystyle V} fissato, le applicazioni
{\displaystyle \mathbf {w} \mapsto \phi (\mathbf {w} ,\mathbf {z} )\qquad \ \mathbf {w} \mapsto \phi (\mathbf {z} ,\mathbf {w} )}
sono rispettivamente lineare e antilineare.

## Forma hermitiana
Data una qualsiasi forma sesquilineare {\displaystyle \phi } su {\displaystyle V}, è sempre possibile associare una seconda forma sesquilineare {\displaystyle \phi ^{\dagger }} che si dice ottenuta per trasposizione coniugata:
{\displaystyle \phi ^{\dagger }(\mathbf {w} ,\mathbf {z} )={\overline {\phi (\mathbf {z} ,\mathbf {w} )}}}
e si ha:
{\displaystyle (\phi ^{\dagger })^{\dagger }=\phi }
Una forma hermitiana è una forma sesquilineare {\displaystyle \phi :V\times V\to \mathbb {C} } tale che:
{\displaystyle \phi (\mathbf {w} ,\mathbf {z} )={\overline {\phi (\mathbf {z} ,\mathbf {w} )}}}
La forma hermitiana standard sullo spazio {\displaystyle \mathbb {C} ^{n}} è definita nel modo seguente:
{\displaystyle \phi (\mathbf {w} ,\mathbf {z} )=\sum _{i=1}^{n}{\overline {z}}_{i}w_{i}}
Tali forme sono l'equivalente complesso delle forme bilineari simmetrica e antisimmetrica. Analogamente a quanto accade nel caso reale, ogni forma sesquilineare può essere scritta come somma di una hermitiana e di una antihermitiana:
{\displaystyle \phi ={1 \over 2}(\phi +\phi ^{\dagger })+{1 \over 2}(\phi -\phi ^{\dagger })}

### Prodotto interno
Il prodotto interno, anche detto prodotto hermitiano, è una forma hermitiana definita positiva, cioè tale che:
{\displaystyle \phi (0,0)=0\qquad \phi (\mathbf {z} ,\mathbf {z} )>0}
se {\displaystyle \mathbf {z} \neq 0}. Un prodotto hermitiano è sovente indicato con {\displaystyle \langle ,\rangle }, e uno spazio vettoriale complesso munito di prodotto hermitiano si dice spazio prehilbertiano.
Il prodotto interno è in generale definito sul campo complesso, e nel caso si consideri il campo reale tale prodotto è detto prodotto scalare.

### Forma antihermitiana
Una forma antihermitiana è una forma sesquilineare {\displaystyle \varepsilon :V\times V\to \mathbb {C} } tale che:
{\displaystyle \varepsilon (\mathbf {w} ,\mathbf {z} )=-{\overline {\varepsilon (\mathbf {z} ,\mathbf {w} )}}}
ovvero:
{\displaystyle \varepsilon =-\varepsilon ^{\dagger }}
Ogni forma antihermitiana si può esprimere come:
{\displaystyle \varepsilon =i\cdot \phi }
dove i è l'unità immaginaria e {\displaystyle \phi } è una forma hermitiana.
Analogamente al caso precedente, in dimensione finita una forma antihermitiana è rappresentabile tramite una matrice antihermitiana. La forma quadratica associata ad una forma antihermitiana ha solo valori immaginari.

### Matrice associata
Supponiamo che {\displaystyle V} abbia dimensione finita. Sia
{\displaystyle B=(\mathbf {v} _{1},\ldots ,\mathbf {v} _{n})}
una base di {\displaystyle V}. Ogni forma hermitiana {\displaystyle \phi } è rappresentata da una matrice hermitiana {\displaystyle H} definita come
{\displaystyle H_{i,j}=\phi (\mathbf {v} _{i},\mathbf {v} _{j})\ }
e vale la relazione
{\displaystyle \phi (\mathbf {w} ,\mathbf {z} )=[\mathbf {w} ]_{B}^{t}H{\overline {[\mathbf {z} ]_{B}}}}
dove {\displaystyle [\mathbf {v} ]_{B}} è il vettore in {\displaystyle C^{n}} delle coordinate di {\displaystyle \mathbf {v} } rispetto a {\displaystyle B}. D'altra parte, ogni matrice hermitiana definisce un prodotto hermitiano. Come per le applicazioni lineari, questa corrispondenza fra forme e matrici dipende fortemente dalla scelta della base {\displaystyle B}.

## Forma quadratica
Ad una forma hermitiana è possibile associare una forma quadratica definita come:
{\displaystyle Q(z)=\phi (z,z)\ }
Tale forma ha tutti valori reali: una forma sesquilineare è hermitiana se e solo se la forma quadratica a lei associata ha solo valori reali.